# Wybory prezydenckie w Stanach Zjednoczonych w 1896 roku

Mapa wyborcza Stanów Zjednoczonych w 1896 roku. Liczba na mapie określa liczbę przedstawicieli stanu w Kolegium Elektorów

Wybory prezydenckie w Stanach Zjednoczonych w 1896 roku – dwudzieste ósme wybory prezydenckie w historii Stanów Zjednoczonych. Na urząd prezydenta wybrano Williama McKinleya, a wiceprezydentem został Garret Hobart.

## Kampania wyborcza
Głównym tematem kampanii wyborczej w 1896 roku była polityka monetarna, z uwagi na coraz śmielsze żądania swobodnego bicia srebrnych monet. Partia Republikańska, której konwencja odbyła się w czerwcu w Saint Louis, w pierwszym głosowaniu powierzyła nominację prezydencką Williamowi McKinleyowi. Głównym menadżerem sukcesu kandydata i kreatorem jego kampanii był boss partyjny Marcus Hanna. Kandydatem na wiceprezydenta został Garret Hobart. Program republikanów opierał się na utrzymaniu emisji złota, podwyższenia taryf celnych, aneksji Hawajów i niepodległości Kuby. Konwencja Partii Demokratycznej odbyła na początku lipca w Chicago, jednak początkowo delegaci nie mogli wybrać kandydata. Niepopularność Clevelanda sprawiła, że w partii wyłoniło się stronnictwo ostro optujące za nieograniczoną emisją srebrnej waluty, przy zachowaniu parytetu wobec złota w stosunku 16:1. Lider tego stronnictwa William Bryan, swoim przemówieniem o „przybijaniu ludzkości do krzyża ze złota” przekonał delegatów, którzy udzielili mu poparcia. Taka postawa obozu demokratów, utrudniła sytuację Partii Populistycznej, która planowała jako ostatnia wystawić kandydata i jako jedyna opowiedzieć się za srebrnymi monetami. Wahali się czy poprzeć Bryana (to podało by w wątpliwość sens istnienia ich partii), czy wystawić własnego kandydata (to podzieliło by elektorat). Ostatecznie zdecydowali się poprzeć kandydata demokratów, jednocześnie starając się wystawić własnego kandydata na wiceprezydenta. Kandydatem Gold Democrats został John Palmer, a Partii Prohibicji – Joshua Levering. Bryan prowadził intensywną kampanię jeżdżąc po kraju, podczas gdy McKinley wygłaszał przemówienia na werandzie swojego domu. Dzięki pieniądzom zdobytym przez Marcusa Hannę, kampania republikanów odniosła sukces. Propaganda w prasie, przemówienia ekonomistów w całym kraju i darmowe przewozy ludzi na przemówienia McKinleya przechyliły szalę zwycięstwa na ich stronę.

## Kandydaci

### Gold Democrats

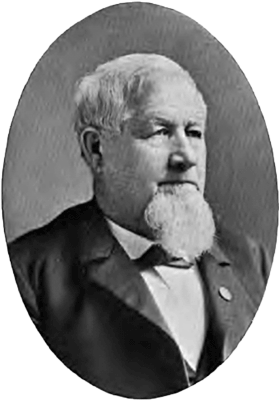
John Palmer

### Partia Demokratyczna

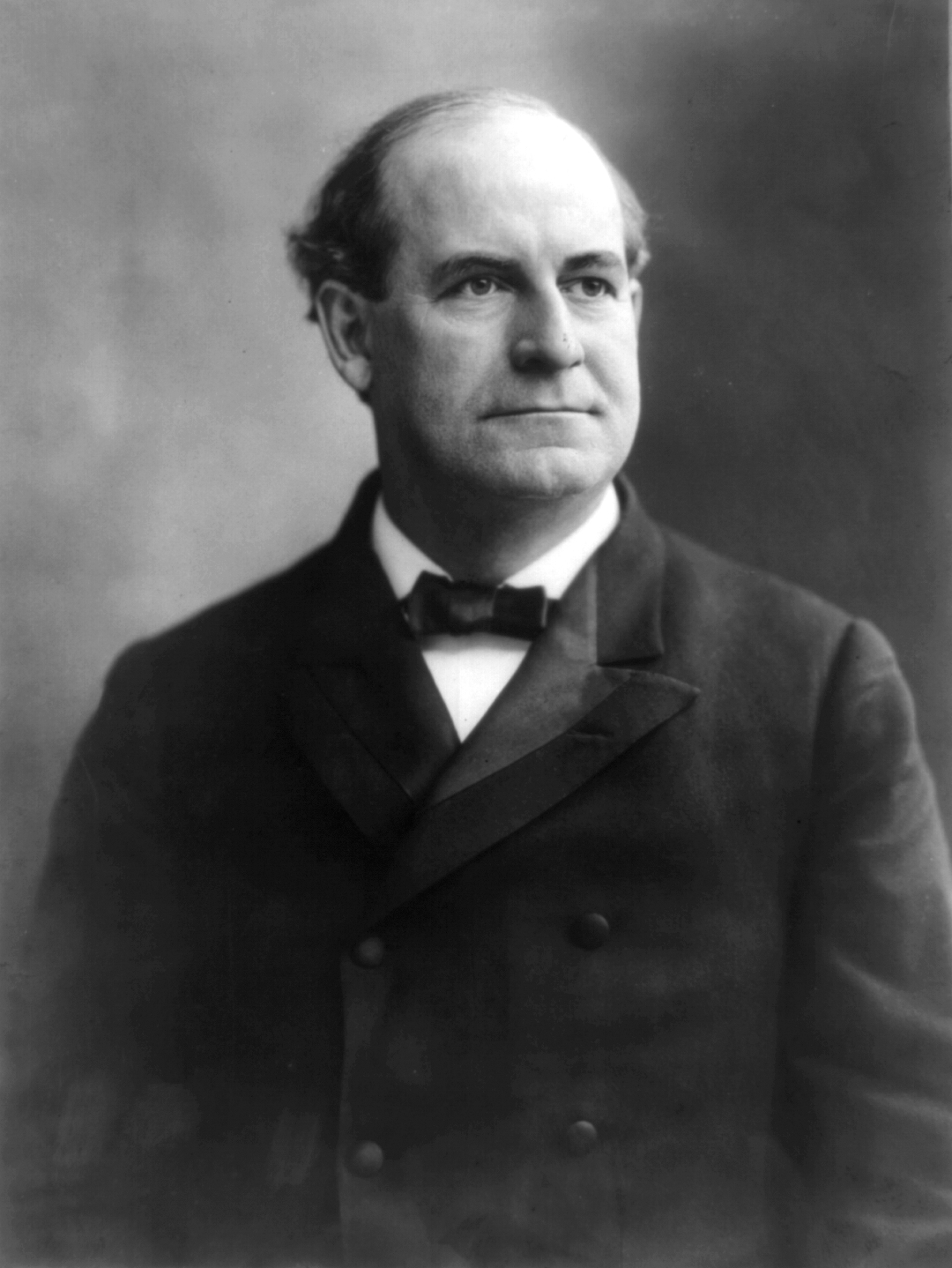
William Bryan
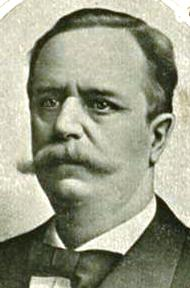
Arthur Sewall

### Partia Prohibicji

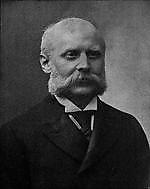
Joshua Levering

### Partia Populistyczna

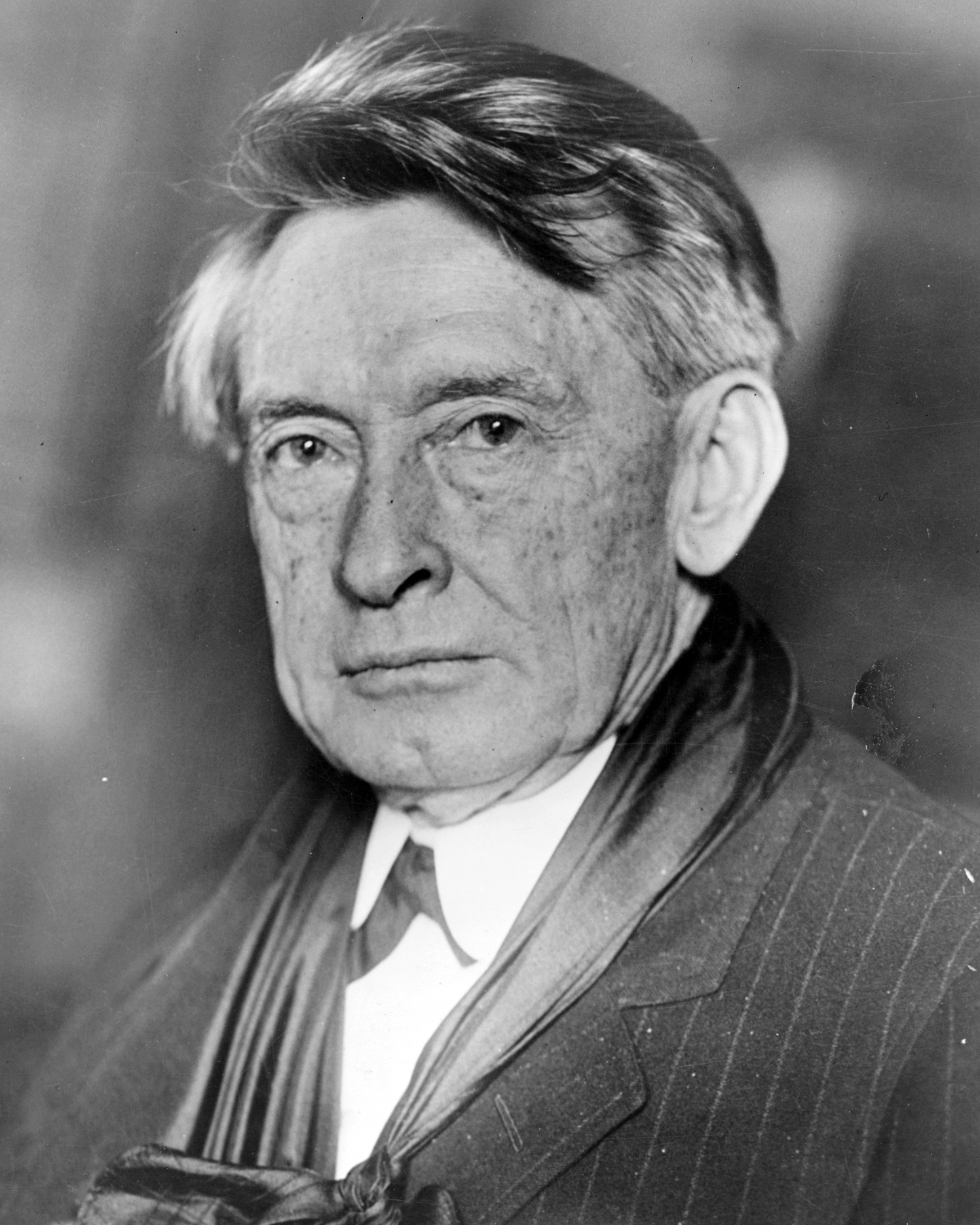
Thomas Watson

### Partia Republikańska

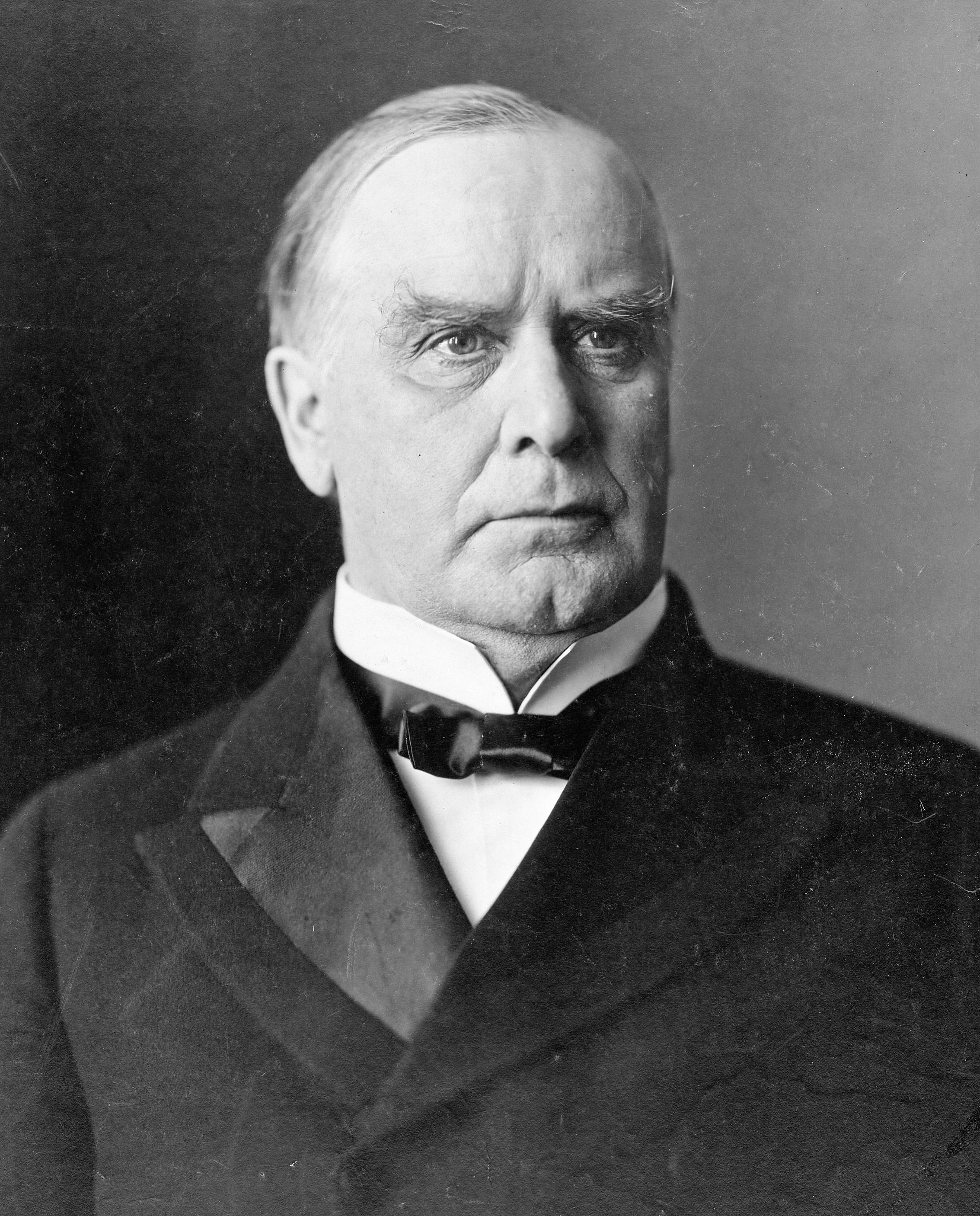
William McKinley
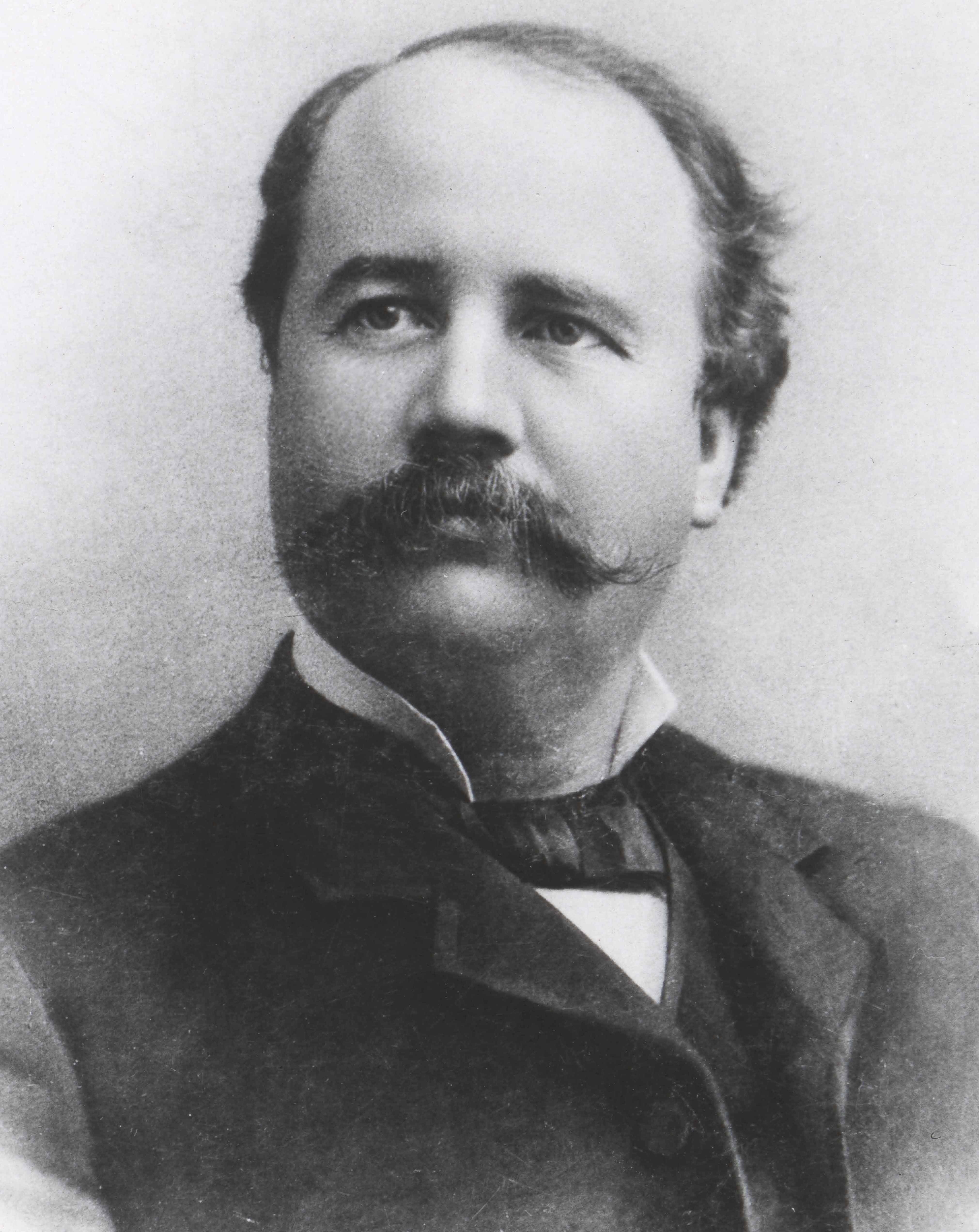
Garret Hobart

## Wyniki głosowania
Głosowanie powszechne odbyło się 3 listopada 1896. McKinley uzyskał 51% poparcia, wobec 46,7% dla Bryana, 1% dla Johna Palmera i 0,9% dla Joshuy Leveringa. Ponadto, około 57 000 głosów oddano na niezależnych elektorów, głosujących na innych kandydatów. Frekwencja wyniosła 79,3%. W głosowaniu Kolegium Elektorów McKinley uzyskał 271 głosów, przy wymaganej większości 224 głosów. Na Bryana zagłosowało 176 elektorów. W głosowaniu wiceprezydenckim zwyciężył Garret Hobart, uzyskując 271 głosów, wobec 149 dla Arthura Sewalla i 27 dla Thomasa Watsona.
William McKinley został zaprzysiężony 4 marca 1897 roku.
| Kandydat na prezydenta | Partia               | Głosowanie powszechne | Głosowanie powszechne | Kolegium Elektorów |
| Kandydat na prezydenta | Partia               | Głosy                 | Procent               | Kolegium Elektorów |
| ---------------------- | -------------------- | --------------------- | --------------------- | ------------------ |
| William McKinley       | Partia Republikańska | 7 108 480             | 51%                   | 271                |
| William Bryan          | Partia Demokratyczna | 6 511 495             | 46,7%                 | 176                |
| John Palmer            | Gold Democrats       | 133 435               | 1%                    | 0                  |
| Joshua Levering        | Partia Prohibicji    | 125 072               | 0,9%                  | 0                  |
| Łącznie                | Łącznie              | Łącznie               | Łącznie               | 447                |

| Kandydat na wiceprezydenta | Partia               | Kolegium Elektorów |
| -------------------------- | -------------------- | ------------------ |
| Garret Hobart              | Partia Republikańska | 271                |
| Arthur Sewall              | Partia Demokratyczna | 149                |
| Thomas Watson              | Partia Populistyczna | 27                 |
| Łącznie                    | Łącznie              | 447                |